# آمه‌اونا
آمه اُونا (女雨 あめ, «زن بارانی») در فولکلور ژاپنی نوعی یوکای است که در روزها و شب‌های بارانی ظاهر می‌شود و تصور بر این است باران را فرا می‌خواند. آمه اُونا در کتاب کونجاکو هیاکی شویی اثر توری‌یاما سکیئن به شکل زنی که زیر باران ایستاده و دستش را می‌لیسد به تصویر کشیده شده‌است. آن‌ها به هرجایی که رهسپار می‌شوند باران احضار می‌کنند، و به‌خاطر آدم‌ربایی و سلب روحیه کودکان سرزنش می‌شوند. آن‌ها به شکل زنانی فاسد و هرزه ظاهر می‌شوند که زیر آب باران خیس شده‌اند. آمه اُونا به ادیان عامیانه باستانی کشورهای ژاپن و چین برمی‌گردد.

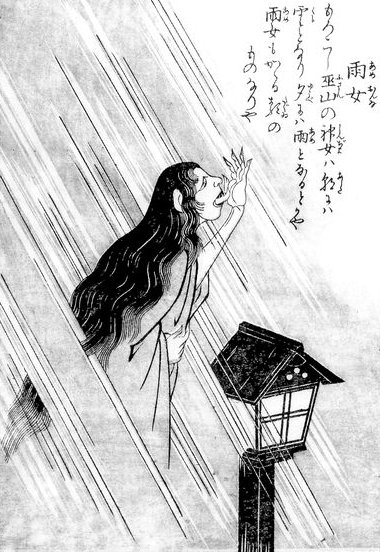
«آمه‌اونا» (雨女) در کتاب کونجاکو هیاکی شویی اثر توری‌یاما سکیئن

آمه‌اونا با ایزدان صغیر باران مرتبط است. اما بر خلاف ایزدان، آن‌ها سخاوتمند نیستند. اگرچه باران‌هایی که با خود می‌آورند ممکن است روستایی را از خشکسالی نجات دهد یا برای کشاورزان ثروت به ارمغان بیاورد، اما آن‌ها اهداف شومی به همراه دارند. آن‌ها در زیر پوشش باران، در روستاها به دنبال دختران تازه متولد شده پرسه می‌زنند. اگر کودکی که در آن شب تازه متولد شده را بیابند، آن را ربوده، به تاریکی می‌برند و در نهایت به دنیای دیگری انتقال می‌دهند. مادرانی که فرزندانشان ربوده می‌شود، گاهی اوقات از شدت غم و ناامیدی خودشان تبدیل به آمه‌اونا می‌شوند. این زنان که عقل خود را از دست داده‌اند، شب هنگام با گونی‌های بزرگ در خیابان‌ها به امید جایگزینی فرزندشان پرسه می‌زنند. آن‌ها مخفیانه وارد خانه‌هایی می‌شوند که صدای گریه کودکان از آن به گوش می‌رسد، و شب هنگام اقدام به ربودن آن‌ها می‌کنند.